# Chloridolum laosense
Chloridolum laosense là một loài bọ cánh cứng trong họ Cerambycidae.